# Charles Sitzenstuhl
 (juillet 2023).
Il peut être nécessaire de l'améliorer pour respecter le principe de neutralité de point de vue. Veuillez consulter la page de discussion pour plus de détails.

Charles Sitzenstuhl, né le 3 décembre 1988 à Sélestat, est un homme politique français, élu député de la cinquième circonscription du Bas-Rhin en juin 2022.

## Biographie

### Jeunesse et formation
Charles Sitzenstuhl est né et a grandi à Sélestat. 
Sa mère est française, native de Sélestat, tandis que son père est allemand, natif de Rhénanie-Palatinat. Il vit une enfance marquée par la violence de son père, qu'il évoquera dans un roman autobiographique, La Golf blanche, publié aux Éditions Gallimard en 2020. 
Il a longtemps pratiqué le handball au Sélestat Alsace Handball[source insuffisante][pertinence contestée].
Il obtient un baccalauréat scientifique, mention très bien, au lycée Docteur-Koeberlé de Sélestat en 2006. 
Il effectue le début de ses études à l'IEP de Strasbourg de 2006 à 2011, dont il obtient un master en politiques européennes. Il étudie à l'université Galatasaray d'Istanbul de 2008 à 2009. Cette année stambouliote, durant laquelle il fréquente l'Institut français d'études anatoliennes, voyage en Anatolie, en Syrie, au Liban et en Jordanie, lui inspirera un mémoire sur la diplomatie turque au Moyen-Orient, publié en 2012. 
De 2012 à 2016, il est doctorant en science politique à l'IEP de Paris sous la direction du professeur Christian Lequesne, directeur du CERI. Il soutient sa thèse, Jacques Chirac, Nicolas Sarkozy et l'adhésion de la Turquie à l'Union européenne : pour une approche psychologique de la décision, le 9 décembre 2016 à Paris. Son travail vise à mieux intégrer les approches de psychologie politique dans l'étude des relations internationales.[pertinence contestée][style à revoir]

### Parcours politique
Il adhère à l'UMP en 2006 à l'âge de dix-sept ans.[réf. nécessaire] Il est délégué de la 5ème circonscription du Bas-Rhin de 2010 à 2017 et responsable départemental adjoint des Jeunes UMP du Bas-Rhin de 2010 à 2012.[réf. nécessaire]
Lors des élections municipales de 2008, âgé de dix-neuf ans, il figure en trente-troisième et dernière position sur la liste du maire sortant de Sélestat, Marcel Bauer, mais n'intègre pas le conseil municipal. En 2014, il est élu conseiller municipal sur la liste de Marcel Bauer, réélu maire, et devient par la même conseiller communautaire à la communauté de communes de Sélestat.  
De 2011 à 2014, il est à temps partiel assistant parlementaire d'Antoine Herth.  
En 2017, il quitte Les Républicains et adhère à La République en Marche.  
Il est élu conseiller régional du Grand Est sur la liste de Philippe Richert lors des élections régionales de 2015. En juin 2019, il quitte la majorité régionale pour marquer son désaccord avec Jean Rottner, nouveau président de région, qui avait signé une tribune critiquant la politique européenne du gouvernement lors des élections européennes.  
À l'issue des élections municipales de 2020 qui voient une nouvelle réélection de Marcel Bauer à la mairie de Sélestat, Charles Sitzenstuhl devient troisième adjoint au maire, chargé des finances et des domaines.  
En juin 2021, il est élu conseiller départemental du canton de Sélestat en binôme avec Catherine Greigert. Au sein de la nouvelle Collectivité européenne d'Alsace, il siège dans la majorité de Frédéric Bierry et fait partie de la nouvelle génération d'élus alsaciens.  
De mai 2017 à septembre 2021, il est conseiller politique du ministre de l’Économie et des Finances Bruno Le Maire. Il fait partie de la délégation française qui négocie la feuille de route sur l'avenir de la zone euro avec le vice-chancelier Olaf Scholz. 
Lors des élections législatives de 2022, il est élu député de la 5e circonscription du Bas-Rhin.
Lors de l’examen de la Loi immigration de 2023, il déclare, à rebours de la position officielle de son parti, que « la défense de l'AME [Aide médicale d’État] est un combat d'arrière-garde. C'est un dispositif qui agace vraiment les Français et alimente le vote extrémiste. Il faut serrer la vis sur l'AME et la recentrer sur les stricts soins d'urgence. » Il critique par la suite le ministre de l’Éducation Pap Ndiaye pour ses propos contre CNews.
En délicatesse au sein de son parti, certains cadres réclamant une sanction contre lui ; il annonce en juillet 2023 quitter sa fonction de porte-parole du groupe Renaissance.